# Sapuran (plaats)
Sapuran is een bestuurslaag in het regentschap Wonosobo van de provincie Midden-Java, Indonesië. Sapuran telt 7041 inwoners (volkstelling 2010).